# 光BOX2
光BOX2（ひかりぼっくすつー）とは、東日本電信電話（NTT東日本）が提供していたAndroidセットトップボックス。2012年6月20日に販売開始。

## 概要
HDMI を使いテレビやディスプレイと接続して利用するセットトップボックス。
アプリストアは Android 標準の Google Play が利用できないが、フレッツ・マーケットを利用可能。

## 仕様
| 製品名           | 光BOX2            |
| OS               | Android 2.2       |
| 映像・音声出力   | HDMI              |
| USB              | USB ホスト × 1    |
| イーサーネット   | 10/100Base-TX × 1 |
| 無線LAN          | IEEE 802.11 b/g/n |
| CPU              | ARM11 1GHz        |
| DRAM             |                   |
| フラッシュメモリ | 2GB               |
| 大きさ           | 135×109×25mm      |
| 重さ             | 160g              |
| その他           | リモコン          |

## 価格
税込み8,400円で販売していた。光iフレームとは異なりレンタル契約はなかった。

## 不具合
2013年1月22日、一般社団法人VCCI協会が定める基準に適合しておらず、稀にテレビ放送の画面が乱れる、ラジオに雑音が入る事象が発生する可能性があることが発表された。既存ユーザーに対しては後継機種への無償交換が行われる予定。